# Golf Magazine: 36 Great Holes Starring Fred Couples
Golf Magazine: 36 Great Holes Starring Fred Couples est un jeu vidéo de golf sorti en 1994 sur 32X. Le jeu a été développé par Flashpoint Productions et édité par Sega.